# Až na dno
Až na dno (v anglickém originále Low Down) je americký životopisný film, který natočil režisér Jeff Preiss. Předlohou mu byla knižní předloha od Amy-Jo Albany a hlavní postavou filmu je vedle ní samotné také její otec, jazzový klavírista Joe Albany (John Hawkes). Film pojednává o jejím dětství a vztahem s otcem, který je závislý na heroinu.